# Johan Richthoff
Johan Cornelius "Snövit" Richthoff (i SDB stavad Richtoff), född 30 april 1898 i (tidigare) Hyllie församling, död 1 oktober 1983 i Limhamns församling, var en svensk brottare.
Richthoff började sin yrkesbana som tunnbindare men blev sedermera frikyrkopastor och nykterhetsagitator. 1932-1933 arbetade han i den amerikanska proffsbrottningscirkusen där han gick 100 matcher, varav 92 vinster och 8 oavgjorda. Johan Richthoff tillhörde Brottarklubben Kärnan under hela sin karriär. Johan var även en mycket omtyckt resetalare. 
Vid sidan av brottningen var han verksam som söndagsskollärare i Håkanstorp.
Richthoff gick under smeknamnet "Snövit". Han är begravd på Limhamns kyrkogård.
Richthoff gav 1935 ut sina memoarer: Flygande tackling och platt fall!

## Meriter
- OS – guld 1928, 1932 i fristil; fyra 1924
- EM – guld 1929, 1930 i fristil; guld 1930 i grekisk-romersk stil.
- EM - silver 1927 grekisk-romersk stil
- EM - brons 1926 grekisk - romersk stil
- Svenska Dagbladets guldmedalj 1930 – för guldmedaljerna i båda stilarna i EM.
- 8 svenska mästerskap mellan åren 1925 - 1932
- Invald i Malmöidrottens Walk of Fame 2009[6]